# Миси (аббатство)
Аббатство Миси́ (фр. Abbaye de Micy), полное название Аббатство Сен-Мемен-де-Миси (фр. Abbaye Saint-Mesmin de Micy) — бывший бенедиктинский монастырь во французской коммуне Сен-Приве-Сен-Мемен (департамент Луаре) неподалёку от города Орлеан. Аббатство основано около 501 года, закрыто в 1790 году во время великой французской революции и полностью уничтожено. В 1939 году на месте бывшего аббатства была обустроена обитель ордена кармелитов.

## История
В начале VI века король франков Хлодвиг I даровал селение Миси, неподалёку от Орлеана, на слиянии рек Луара и Луаре святому Евспикию и его племяннику святому Максимину, чтобы они основали там монастырь. Евспикий и Максимин (также известный как Месмин или Мемен) стали первыми настоятелями нового монастыря. При святом Максимине были проведены большие работы по осушению болотистого района на стрелке двух рек и возведению строений аббатства. После святого Максимина настоятелем обители стал Авит, также причисленный к лику святых.
В VIII веке епископ Орлеана Теодульф ввёл в аббатстве устав Святого Бенедикта. В начале IX века его преемник на кафедре Орлеана Иона перестроил аббатство Миси и оказывал ему всяческую поддержку. По его распоряжению в 825 году в Миси из Орлеана были возвращены мощи основателя монастыря святого Максимина. Позднее Иона получил от императора грамоту, наделявшую монахов Миси правом свободного выбора аббата, а в 836 году он добился новых существенных привилегий для аббатства.

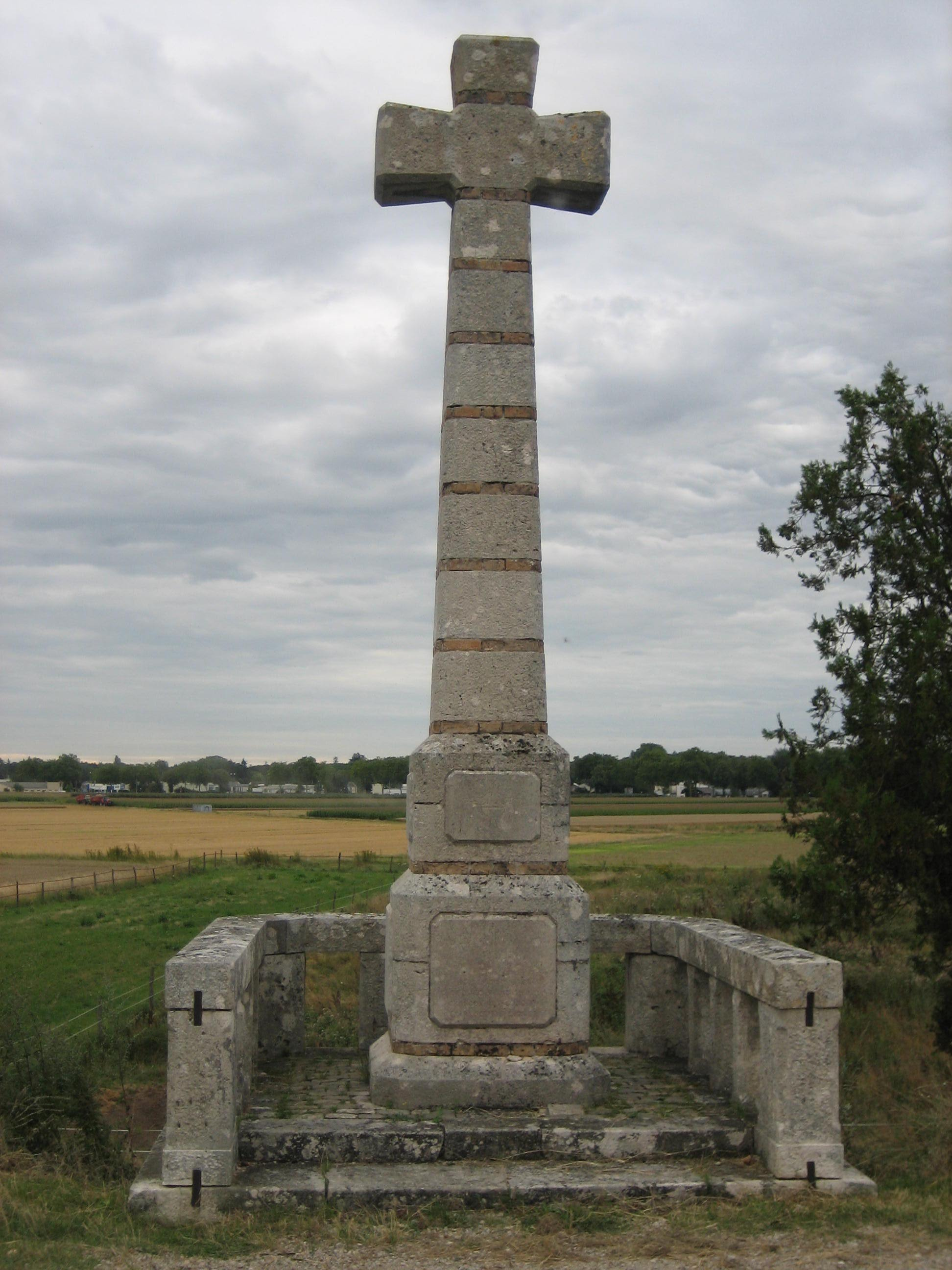
Крест Миси

Аббатство сильно пострадало в период Столетней войны и религиозных войн во Франции, к концу XVI века оно пребывало в сильном упадке.
В 1598 году настоятелем монастыря стал будущий кардинал Франсуа де Ларошфуко. Он энергично взялся за восстановление аббатства, к 1606 году восстановив большинство зданий. Недовольный поведением и уровнем благочестия бенедиктинских монахов, он добился от папы Павла V права заменить их на фельянтинцев. В 1608 году Миси стало обителью этого ордена.
В 1790 году во время великой французской революции аббатство, как и прочие французские монастыри, было закрыто, а монахи изгнаны. Строения были полностью разрушены, к 1792 году на месте бывшего монастыря не осталось даже руин.
В XIX—XX веке вокруг места бывшего аббатства вырос город Сен-Приве-Сен-Мемен, де-факто пригород Орлеана. В 1856 году в городе был воздвигнут «Крест Миси», высотой 10 метров, который содержит в себе последние камни от строений бывшего аббатства, которые удалось найти.
В 1939 году орлеанская община ордена кармелитов, основанная ещё в 1617 году, переехала в Сен-Приве-Сен-Мемен и основала свою обитель на месте бывшего аббатства Миси.